# Thraulodes ulmeri
Thraulodes ulmeri is een haft uit de familie Leptophlebiidae. De wetenschappelijke naam van de soort is voor het eerst geldig gepubliceerd in 1950 door Edmunds.
De soort komt voor in het Neotropisch gebied.